# Areneidae
Areneidae zijn een familie van weekdieren uit de klasse van de Gastropoda (slakken).

## Geslachten
- Arene H. Adams & A. Adams, 1854
- Cinysca Kilburn, 1970